# 13582 Tominari
13582 Tominari este un asteroid din centura principală de asteroizi.

## Descriere
13582 Tominari este un asteroid din centura principală de asteroizi. A fost descoperit pe 15 octombrie 1993 la Kitami de Kin Endate și Kazuro Watanabe. Asteroidul prezintă o orbită caracterizată de o semiaxă mare de 2,59 ua, o excentricitate de 0,14 și o înclinație de 14,1° în raport cu ecliptica.